# 奈拜提耶省
奈拜提耶省（阿拉伯语：محافظة النبطي；又译纳巴蒂耶省）是黎巴嫩東南部內陸省份，位于黎巴嫩南部沿海，東鄰敘利亞，南鄰以色列。面積1,098平方公里，人口304,700（1997年人口275,372人）。首府奈拜提耶。人口90,500。下分4區。其他城市有賓特朱拜勒、哈斯拜亞、邁爾季歐雲。